# اسماعیل ابیلوف
اسماعیل ابیلوف (بلغاری: Исмаил Абилов؛ زادهٔ ۹ ژوئن ۱۹۵۱) کشتی‌گیر اهل بلغارستان بود.
وی در مسابقات کشوری و بین‌المللی در مجموع برندهٔ ۱ مدال طلا، ۲ مدال نقره و ۱ مدال برنز شده‌است.